# Ка ди Фабијани (Болоња)
Ка ди Фабијани је насеље у Италији у округу Болоња, региону Емилија-Ромања.
Према процени из 2011. у насељу је живело 15 становника. Насеље се налази на надморској висини од 555 м.